# Filipe de Médici
Filipe de Médici (em italiano:  Filippo de' Medici, Florença, 20 de maio de 1577 - Florença, 29 de março de 1582), foi o filho mais novo dos Grão-Duques da Toscana, Francisco I de Médici e Joana de Áustria.

## Biografia
Filipe era o filho mais novo (e único varão) nascido do casamento de Francisco e Joana, depois de uma série de filhas, algumas mortas na infância. Uma enorme alegria invadiu a corte toscana dado que se tratava do nascimento de um herdeiro legítimo ao trono e eliminou todas as esperanças de Bianca Cappello (a amante de seu pai) que pretendia que o seu filho António viesse a ser o herdeiro da coroa Toscana.
O jovem, que foi batizado com o nome de Filipe em homenagem ao seu padrinho, o rei Filipe II de Espanha, foi então jurado como Grão-Príncipe da Toscana. Na corte sempre foi tratado pelo diminutivo Don Filippino e, aos onze meses da idade, a mãe morreu num acidente ao cair dumas escadas quando já estava em avançado estado de gravidez. O pai, casou então com Bianca Cappello.
Filipe era um dos sete filhos, dos quais apenas duas atingiram a idade adulta: Leonor de Médici (que veio a ser Duquesa consorte da Mântua) e Maria de Médici (que veio a ser rainha consorte de França). Uma outra irmã, Ana de Médici, morreu com 14 anos.
Filipe, que sempre tivera uma saúde muito débil, morreu aos quatro anos a 29 de março de 1582. Uma recente autópsia efetuada as seus restos mortais em 2004, revelou que Don Filippino padecia de uma forma leve de hidrocefalia. Quando o seu crânio foi aberto, saiu o equivalente a um copo de água. Um estudo recente dos seus restos mortais confirmou o diagnóstico.
Nas Galleria degli Uffizi encontra-se um retrato póstumo que data de 1586, que o retrata como um jovem junto à sua mãe, apesar dela ter morrido muito antes dele ter alcançado essa idade.